# Список керівників держав 147 року
В даній статті представлені керівники державних утворень. Також фрагментарно зазначені керівники нижчих рівнів. З огляду на неможливість точнішого датування певні роки володарювання наведені приблизно.
Список керівників держав 147 року — це перелік правителів країн світу 147 року.
Список керівників держав 146 року — 147 рік — Список керівників держав 148 року — Список керівників держав за роками

## Європа
- Боспорська держава — цар Реметалк I (132-154)
- Ірландія — верховний король Конн Сто Битв (123-157)
- Римська імперія
  - імператор Антонін Пій (138-161)
    - консул Гай Прастіна Мессалін (147)
    - консул Луцій Анній Ларг (147)
      - Нижня Германія — Гай Юлій Север (142-150)
      - Дакія — Публій Орфідій Сенеціон (144-147/148)
      - Далмація — Маркус Емілій Пап (147-150)
      - Верхня Паннонія — Марк Понтій Леліан Ларцій Сабін (146-149)
      - Нижня Паннонія — Квінт Фуфіцій Корнут (144/145-147); Марк Коміній Секунд (147-150)

## Азія
- Близький Схід
  - Велика Вірменія — цар Вагарш I Сохемос (144-161)
- Іберійське царство — цар Фарасман III (135-185)
- Індія
  - Західні Кшатрапи — Рудрадаман I (130-150)
  - Кушанська імперія — великий імператор Канішка I (127-147)
  - Царство Сатаваханів — магараджа Вашиштіпутра Пулумайї (136-158/164)
- Китай
  - Династія Хань — імператор Лю Чжи (146-168)
    - шаньюй південних хунну Хуланьжоші Чжуцзю (143—147); Їлінжоші Чжуцю (147—172)
- Корея
  - Когурьо — тхеван (король) Чхатхе (146-165)
  - Пекче — король Керу (128-166)
  - Сілла — ісагим (король) Ільсон (134-154)
  - Осроена — Ма'ну VIII (139-163)
- Персія
  - Парфія — шах Вологез II (105-147)
- Сипау (Онг Паун) — Сау Кам К'яу (127-207?)
- плем'я Хунну — шаньюй Доулоучу (143-147)
- Японія — тенно (імператор) Сейму (131-191)
  - Віфінія і Понт — Луцій Целій Фест (146-147)
  - Кілікія — Авл Клавдій Харакс (144/145-146/147)

## Африка
- Царство Куш — цар Адекеталі Такідеамані (146-165)
  - Єгипет — Луцій Валерій Прокул (144-147); Марк Петроній Гонорат (147-148)
  - Мавретанія Тінгітанська — Квінт Байєн Блассіан (146-150)